# Fidelio
Fidelio, op. 72 (en totes tres versions), és un singspiel compost per Ludwig van Beethoven, l'única òpera del compositor. El llibret en alemany va ser escrit per Joseph Sonnleithner, revisat per Stephan von Breuning i Georg Friedrich Treitschke, basat en la comèdia Léonore ou l'amour conjugal de Jean-Nicolas Bouilly. Es va estrenar al Theater an der Wien de Viena, en una versió de dos actes, el 20 de novembre de 1805. Després fou revisada el 1806 i de nou el 1814 en la seva versió definitiva i que se sol representar actualment. L'any següent, Stephan von Breuning va ajudar a escurçar l'obra de tres actes a dos. Després de treballar més en el llibret de Georg Friedrich Treitschke, es va representar una versió final al Kärntnertortheater el 23 de maig de 1814. Per convenció, les dues primeres versions s'anomenen Leonore.
El llibret, amb alguns diàlegs parlats, explica com Leonore, disfressada de guàrdia de la presó amb e nom de "Fidelio", rescata el seu marit Florestan de la mort en una presó política. L'escenari de Bouilly s'adapta a la visió estètica i política de Beethoven: una història de sacrifici personal, heroisme i un eventual triomf. Amb la seva lluita subjacent per la llibertat i la justícia que reflecteix els moviments polítics contemporanis a Europa, aquests temes són típics del "període mitjà" de Beethoven. Els moments notables de l'òpera inclouen el "Cor dels presoners" (O welche Lust - "O quina alegria"), una oda a la llibertat cantada per un cor de presos polítics, la visió de Florestan de Leonore vinguda com un àngel per rescatar-lo i l'escena en què finalment es produeix el rescat. El final celebra la valentia de Leonore amb aportacions alternades de solistes i cors.

## Història de la composició i la interpretació al segle XIX
L'obra té una llarga i complicada història de composició: va passar per tres versions durant la carrera de Beethoven, i part de la música es va escriure per primera vegada com a part d'una òpera anterior i mai acabada.
L'origen llunyà de Fidelio data de 1803, quan el llibretista i empresari Emanuel Schikaneder va signar un contracte amb Beethoven per escriure una òpera. El contracte incloïa l'allotjament gratuït per a Beethoven al complex d'apartaments que formava part del gran teatre suburbà de Schikaneder, el Theater an der Wien. Beethoven havia d'establir un nou llibret de Schikaneder, titulat Vestas Feuer⁣; tanmateix, aquest llibret no va ser del gust de Beethoven. Va passar aproximadament un mes component-ne la música, després la va abandonar quan li va cridar l'atenció el llibret de Fidelio.
El temps que Beethoven va passar sobre Vestas Feuer no es va perdre del tot, ja que dos números importants de Fidelio, "'Ha! Welch' ein Augenblick!" de Pizarro! i el duet "O namenlose Freude" per a Leonore i Florestan, tots dos originats com a música de Vestas Feuer. Beethoven va continuar vivint al Theater an der Wien durant un temps després d'haver abandonat Vestas Feuer per Fidelio, i finalment va ser alliberat de les seves obligacions amb Schikaneder després que aquest últim fos acomiadat del seu càrrec de director de teatre el 1804.

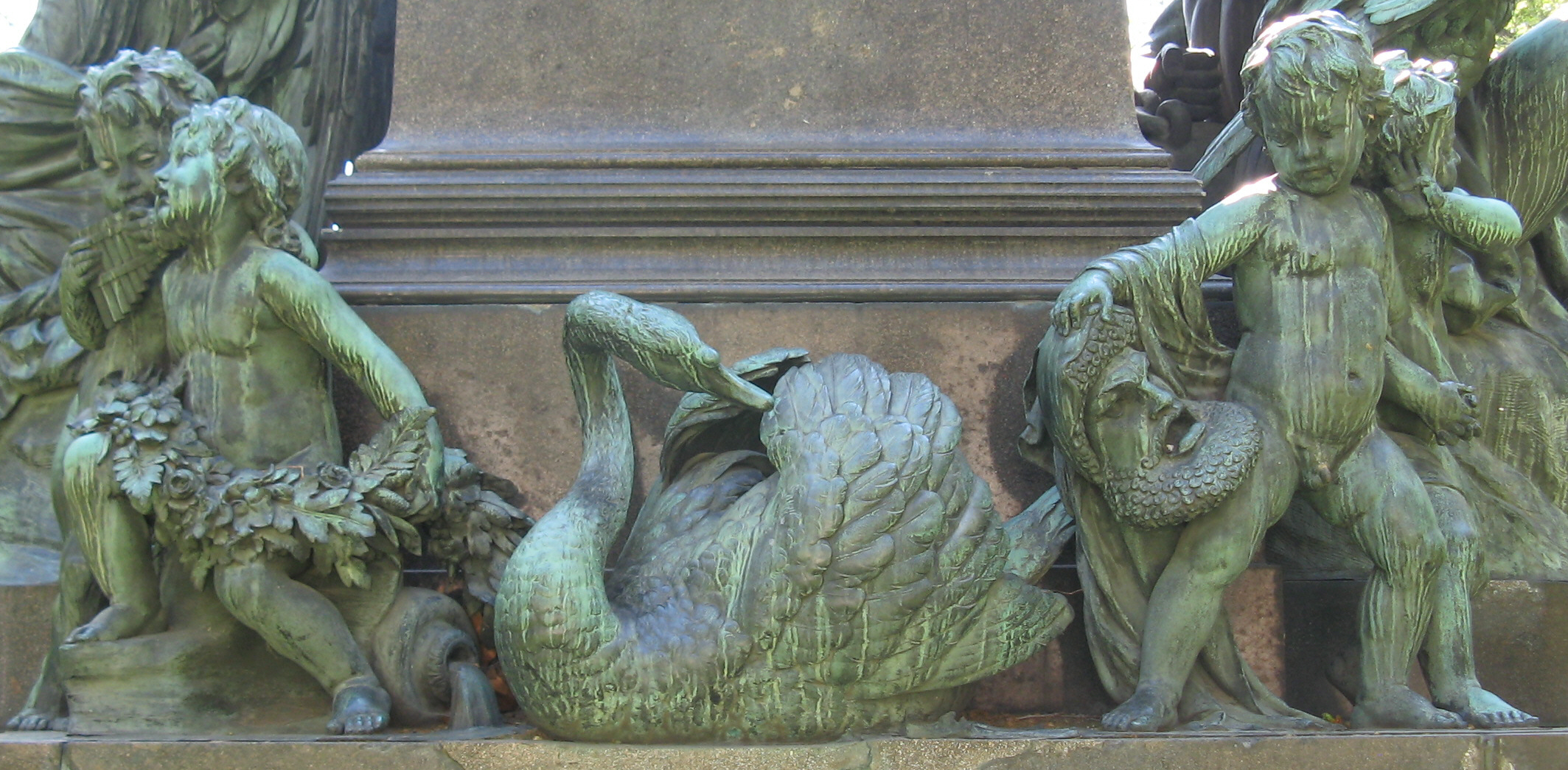
La màscara teatral contemplada per un amoret al monument de Beethoven de Kaspar von Zumbusch (Viena, 1880) commemora l'única òpera de Beethoven a la ciutat on va debutar.

El mateix Fidelio, que Beethoven va començar el 1804 immediatament després de renunciar a Vestas Feuer, es va interpretar per primera vegada el 1805 i va ser revisat àmpliament pel compositor per a interpretacions posteriors el 1806 i el 1814. Encara que Beethoven va utilitzar el títol de Leonore, oder Der Triumph der ehelichen Liebe ("Leonore, o el triomf de l'amor casat"), les representacions de 1805 van ser anunciades com a Fidelio per la insistència del teatre per evitar confusions amb l'òpera de 1798 Léonore, ou L'amour conjugal de Pierre Gaveaux i l'òpera de 1804 Leonora de Ferdinando Paer. Beethoven va publicar el llibret de 1806 i, el 1810, una partitura vocal sota el títol de Leonore, i la convenció actual és utilitzar el nom de Leonore tant per a les versions de 1805 (de tres actes) com de 1806 (de dos actes) i Fidelio només per a la revisió final de 1814.
La primera versió amb un llibret alemany en tres actes adaptat per Joseph Sonnleithner del francès de Jean-Nicolas Bouilly es va estrenar al Theater an der Wien el 20 de novembre de 1805, amb representacions addicionals les dues nits següents. L'èxit d'aquestes representacions es va veure obstaculitzat pel fet que Viena estava sota ocupació militar francesa, i la majoria del públic eren oficials militars francesos que tenien poc interès per l'òpera alemanya.
Després d'aquesta estrena, els amics de Beethoven li van proposar revisar i escurçar l'òpera en només dos actes, i ho va fer amb l'ajuda del seu amic íntim, Stephan von Breuning. El compositor també va escriure una nova obertura (ara coneguda com "Leonore núm. 3"; vegeu més avall). D'aquesta manera, l'òpera es va representar per primera vegada el 29 de març i el 10 d'abril de 1806, amb més èxit. No va ser possible més actuacions per un desacord entre Beethoven i la direcció del teatre.
El 1814, Beethoven va revisar de nou la seva òpera, amb treballs addicionals sobre el llibret de Georg Friedrich Treitschke. Aquesta versió es va representar per primera vegada al Kärntnertortheater el 23 de maig de 1814, de nou sota el títol Fidelio. El jove Franz Schubert, de 17 anys, era entre el públic, després d'haver venut els seus llibres escolars per obtenir una entrada. Beethoven, cada cop més sord, va dirigir l'actuació, "ajudat" per Michael Umlauf, que més tard va executar la mateixa tasca per a Beethoven a l'estrena de la Novena Simfonia. El paper de Pizarro va ser assumit per Johann Michael Vogl, que més tard es va fer conegut per les seves col·laboracions amb Schubert. Aquesta versió de l'òpera va tenir un gran èxit, i des d'aleshores Fidelio forma part del repertori operístic.
Tot i que els crítics han assenyalat la similitud de l'argument amb l'òpera Orfeo ed Euridice de Gluck —la missió de rescat subterrània en què el protagonista ha de controlar, o amagar, les seves emocions per recuperar el seu cònjuge, no se sap si Beethoven o qualsevol dels llibretistes ho van tenir en compte durant la construcció de l'òpera.
Cap altra obra de Beethoven li va causar tanta frustració i decepció. Va trobar tan desagradables les dificultats que suposava escriure i produir una òpera, que va prometre que no en compondria mai una altra. En una carta a Treitschke va dir: "T'asseguro, estimat Treitschke, que aquesta òpera em guanyarà la corona d'un màrtir. Amb la vostra cooperació heu salvat el millor del naufragi. Per tot això us estaré eternament agraït."
La partitura completa no es va publicar fins al 1826, i les tres versions es coneixen com l'opus 72 de Beethoven.
La primera actuació fora de Viena va tenir lloc a Praga el 21 de novembre de 1814, amb un renaixement a Viena el 3 de novembre de 1822. En la seva versió en dos actes, l'òpera es va representar a Londres el 18 de maig de 1832 al King's Theatre, i a Nova York el 9 de setembre de 1839 al Park Theatre.

## Història de la representació al segle XX

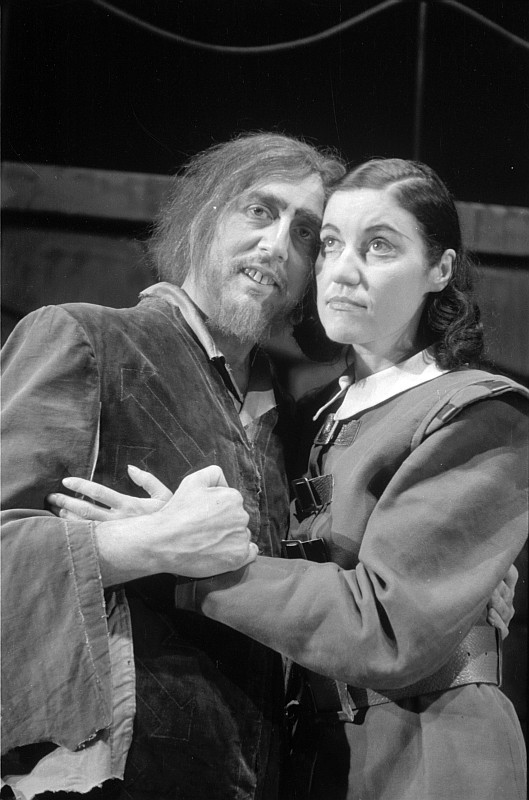
Florestan (Günther Treptow) i Leonore (Karina Kutz); setembre de 1945, Deutsche Oper Berlin

A Catalunya, va arribar el 1921. El Teatro alla Scala de Milà la va desconèixer fins que Arturo Toscanini la va dirigir amb motiu del centenari de Beethoven el 1927. No ha sigut mai una obra molt freqüent per les dificultats del repartiment i la complexitat de la part coral.
Fidelio va ser la primera òpera completa d'⁣Arturo Toscanini que es va emetre a la ràdio als Estats Units, a través de la cadena de ràdio NBC, el desembre de 1944, per l'⁣Orquestra Simfònica de l'NBC, amb els solistes Rose Bampton i Jan Peerce (encara que una emissió en ona curta d'un acte, dirigit per Toscanini, s'havia retransmès anteriorment en una actuació del 16 d'agost de 1936 a Salzburg). Dividides en dues emissions consecutives, les actuacions de 1944 van ser posteriorment emeses per RCA Victor en LP i CD.
Fidelio va ser la primera òpera representada a Berlín després del final de la Segona Guerra Mundial, amb la Deutsche Oper que la va posar en escena sota la batuta de Robert Heger a l'únic teatre sense danys, el Theatre des Westens, el setembre de 1945. Aleshores, Thomas Mann va comentar: "Quina quantitat d'apatia necessitaven [els músics i el públic] per escoltar Fidelio a l'Alemanya de Himmler sense tapar-se la cara i sortir precipitada de la sala!".

Poc després del final de la Segona Guerra Mundial i la caiguda del nazisme, el director d'orquestra Wilhelm Furtwängler va comentar a Salzburg el 1948:
[L]'amor conjugal de Leonore apareix, a l'individu modern armat de realisme i psicologia, irremeiablement abstracte i teòric. . . . Ara que els esdeveniments polítics a Alemanya han restituït als conceptes de dignitat i llibertat humanes el seu significat original, aquesta és l'òpera que, gràcies a la música de Beethoven, ens dona consol i coratge. . . . Certament, Fidelio no és una òpera en el sentit al qual estem acostumats, ni Beethoven és un músic de teatre, ni un dramaturg. És bastant més, tot un músic, i més enllà, un sant i un visionari. El que ens pertorba no és un efecte material, ni el fet de l'"empresonament"; qualsevol pel·lícula podria crear el mateix efecte. No, és la música, és el mateix Beethoven. És aquesta "nostàlgia de la llibertat" que sent, o millor, que ens fa sentir; això és el que ens fa plorar. El seu Fidelio té més de la missa que de l'òpera; els sentiments que expressa provenen de l'esfera del sagrat, i predicen una "religió de la humanitat" que mai hem trobat tan bella o necessària com ho fem avui, després de tot el que hem viscut. Aquí rau el poder singular d'aquesta òpera única. . . . Independentment de qualsevol consideració històrica... el missatge flamíger de Fidelio toca profundament.

 Ens adonem que per als europeus, com per a tots els homes, aquesta música sempre representarà una crida a la nostra consciència.
El 5 de novembre de 1955, l'⁣Òpera Estatal de Viena es va reobrir amb Fidelio, dirigida per Karl Böhm. Aquesta actuació va ser la primera emissió de televisió en directe per l'ORF en un moment en què hi havia uns 800 televisors a Àustria.
La primera nit de Fidelio a la Semperoper de Dresden el 7 d'octubre de 1989 amb motiu del 40è aniversari de l'RDA (Alemanya de l'Est) va coincidir amb violentes manifestacions a la principal estació de tren de la ciutat. Els aplaudiments posteriors al "Prisoners' Chorus" van interrompre l'actuació durant un temps considerable, i la producció de Christine Mielitz va fer que el cor aparegués amb roba de carrer normal al final, cosa que significava el seu paper com a representants del públic. Quatre setmanes més tard, el 9 de novembre de 1989, la caiguda del mur de Berlín va marcar la fi del règim d'Alemanya de l'Est.

## Obertures
Beethoven va lluitar per produir una obertura adequada per a Fidelio, i finalment va passar per quatre versions. El seu primer intent, per a l'estrena de 1805, es creu que va ser l'obertura coneguda ara com a "Leonore núm. 2" en do major. Aleshores, Beethoven va centrar aquesta versió per a les actuacions de 1806, creant "Leonore núm. 3", també en do major. Aquesta última és considerada per molts oients com la més gran de les quatre obertures, però com a moviment simfònic a gran escala i intensament dramàtic va tenir l'efecte d'aclaparar les escenes inicials (més aviat lleugeres) de l'òpera. En conseqüència, Beethoven va experimentar amb retallar-lo una mica, per a una actuació prevista el 1808 a Praga; es creu que aquesta és la versió que ara s'anomena "Leonore núm. 1". Finalment, per al revival de 1814, Beethoven va començar de nou, i amb material musical fresc va escriure el que ara es coneix com l'obertura Fidelio, en mi major. Com que aquesta obertura és una mica més lleugera sembla que és la que funciona millor de les quatre com a inici de l'òpera, les intencions finals de Beethoven són generalment respectades a les produccions contemporànies.
Si bé alguns creuen que Gustav Mahler va introduir la pràctica d'interpretar "Leonore núm. 3" entre les dues escenes del segon acte, cosa que era habitual fins a mitjans del segle xx, David Cairns afirma que es remunta a mitjans del segle XIX i, per tant, era anterior a Mahler. En aquesta ubicació, actua com una mena de repetició musical de l'escena del rescat que s'acaba de produir.

## Personatges
| Rol                       | Veu          | Estrena, 20 de novembre de 1805 (director: Ignaz von Seyfried) | Estrena de la versió definitiva, 23 de maig de 1814 (director: Michael Umlauf) |
| ------------------------- | ------------ | -------------------------------------------------------------- | ------------------------------------------------------------------------------ |
| Florestan                 | tenor        | Friedrich Christian Demmer                                     | Giulio Radichi                                                                 |
| Leonore                   | soprano      | Anna Milder                                                    | Anna Milder                                                                    |
| Rocco                     | baix         | Joseph Rothe                                                   | Carl Friedrich Weinmüller                                                      |
| Marzelline                | soprano      | Louise Müller Theresa Bondra                                   |                                                                                |
| Jaquino                   | tenor        | Joseph Caché                                                   | Joseph Frühwald                                                                |
| Don Pizarro               | baix-baríton | Sebastian Mayer                                                | Johann Michael Vogl                                                            |
| Don Fernando              | baix         | Johann Michael Weinkopf                                        | Ignaz Saal                                                                     |
| Dos presoners             | tenor i baix | Desconeguts                                                    | Desconeguts                                                                    |
| Soldats, presoners, poble |              |                                                                |                                                                                |

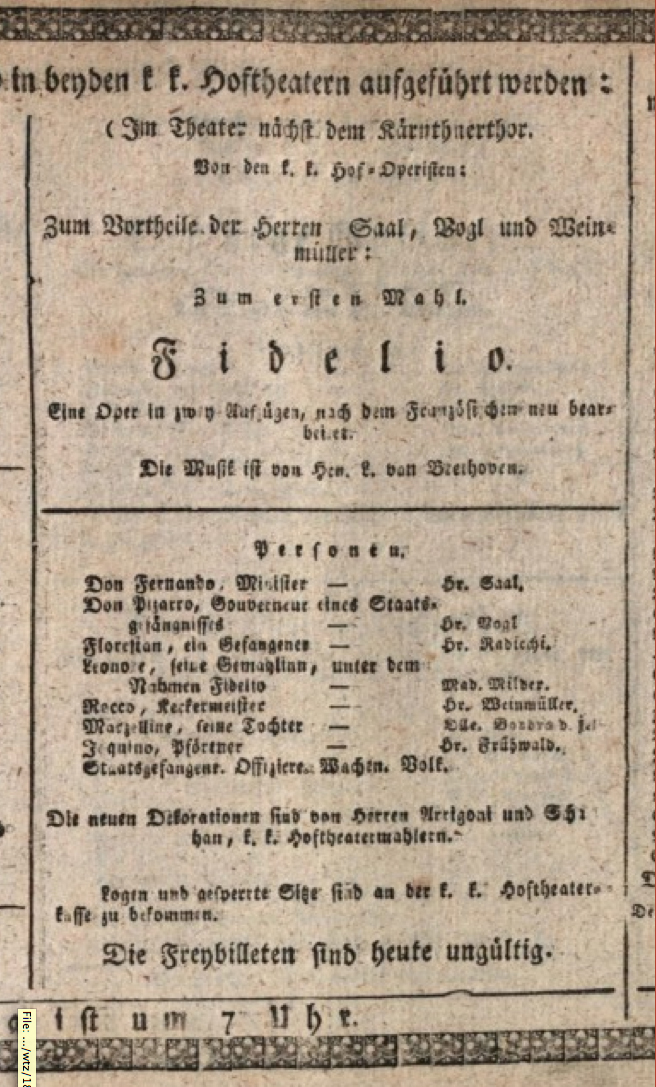
Fidelio, Playbill of the Worldpremiere, Vienna, Kärntnertortheater, May 23, 1814

Nota: la segona versió de l'òpera s'estrenà el 29 de març de 1806 amb el mateix repartiment que la primera, llevat de Joseph August Röckel com a Florestan. Només va haver-hi una segona representació de la segona versió, el 10 d'abril de 1806.

## Argument
Lloc: una presó prop de Sevilla
Temps: darreries del Segle XVII

### Acte I

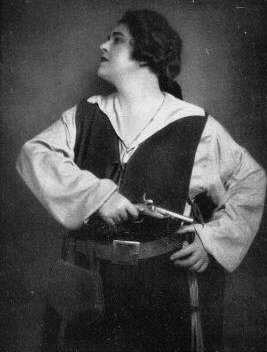
Lotte Lehmann com a Fidelio

Jaquino i Marzelline estan sols. Jaquino pregunta a Marzelline quan acceptara de casar-se amb ell, però ella respon que mai, perquè s'ha enamorat de Fidelio (Jetzt, Schätzchen, jetzt sind wir allein ["Ara, estimada, estem sols"]). Jaquino se'n va, i Marzelline expressa el seu desig de convertir-se en la muller de Fidelio (O wär ich schon mit dir vereint ["Si ja estiguera unida a vós"]). Rocco i Jaquino entren, buscant a Fidelio. Fidelio, que en realitat és Leonore disfressada, entra portant una feixuga càrrega de cadenes recentment reparades. Rocco felicita Leonore pel seu treball, i malinterpreta la seua modesta resposta com una amagada atracció per la seua filla. Marzelline, Leonore, Rocco, i Jaquino canten un quartet sobre l'amor que Marzelline sent per Fidelio (Mir ist so wunderbar ["Un meravellós sentiment m'envaeix"]). Rocco diu a Leonore que tan prompte com el governador se n'haja anat a Sevilla, podrà casar-se amb Marzelline. No obstant això, diu a la parella que no podran ser feliços si no tenen diners (Hat man nicht auch Gold beineben). Leonore diu que desitja una altra cosa més que els diners: saber per què Rocco no la deixa ajudar-lo a les masmorres, més encara quan sempre torna sense alè. Rocco li diu que hi ha una masmorra subterrània on no pot portar a ningú, on hi ha un presoner tancat des de fa dos anys pels seus poderosos enemics. Marzelline suplica al pare que evite a Fidelio aquesta horrible visió. Rocco i Leonore canten al valor (Gut, Söhnchen, gut), i aviat Marzelline s'uneix a les seues aclamacions.
Surten tots llevat de Rocco. Sona una marxa i Pizarro arriba amb la guàrdia. Rocco dona a Pizarro un missatge alertant-lo que el ministre planeja una visita sorpresa per a l'endemà, per a investigar les acusacions que Pizarro és un tirà. Pizarro exclama que no pot permetre que el ministre descobrisca l'empresonat Don Florestan, a qui tothom creu mort. Per evitar-ho, Pizarro decideix assassinar Florestan (Ha, welch ein Augenblick! ["Ah! Quin moment!"]). Pizarro ordena que sone una trompeta a l'arribada del ministre. Ofereix diners a Rocco perquè assassine Florestan, però aquest hi refusa (Jetzt, Alter, jetzt hat es Eile!), després li ordena que cave una tomba en l'enderrocat pou que fa de masmorra de Florestan. Leonore ha vist Pizarro, però no ha pogut sentir allò que ha dit. Està agitada, però els pensaments sobre el seu marit calmen el seu esperit (Abscheulicher! Wo eilst du hin?... Komm, Hoffnung, lass den letzten Stern).
Jaquino suplica a Marzelline que es case amb ell, però ella s'hi nega. Leonore, esperant trobar Florestan, demana a Rocco de traure als presoners al pati perquè puguen gaudir del bon oratge. Marzelline també li ho suplica, i Rocco accepta distreure Pizarro mentre els presoners gaudeixen d'aquest moment de llibertat. Els presoners, exaltats per sortir a l'aire lliure, canten amb joia (O welche Lust), però, recordant que podrien ser tornats a la cel·la, aviat callen. Rocco reapareix i conta a Leonore que ha reeixit a convèncer Pizarro: Pizarro permetrà el matrimoni, i a Leonore li serà permès accedir a les rondes de vigilància per les masmorres en companyia de Rocco (Nun sprecht, wie ging's?). Ambdós es preparen per anar a la cel·la d'un pobre home que, segons conta Rocco, serà executat i enterrat aquell mateix dia. Leonore es troba tan agitada que Rocco intenta persuadir-la de no anar amb ell, però ella insisteix a acompanyar-lo. Quan s'estan preparant per a anar-se'n, Jaquino i Marzelline apareixen de sobte i diuen a Rocco que isca: Pizarro s'ha assabentat de la sortida dels presoners i està enfurismat (Ach, Vater, Vater, eilt!). Abans que hi puguen reaccionar, apareix Pizarro demanant una explicació. Rocco inventa que estaven celebrant l'onomàstica del rei, i aconsella a Pizarro que estalvie la seua ràbia per al presoner de la masmorra subterrània. Pizarro li ordena que s'afanye a cavar la tomba, perquè el presoner serà executat immediatament. Rocco, Leonore, Jacquino i Marzelline, de mala gana fan entrar de nou els presoners a les cel·les.

### Acte II
Florestan es troba sol a la seua cel·la, en la profunditat de la masmorra. Primer canta la seua fe en Déu, després té una visió de Leonore venint a salvar-lo (Gott! Welch Dunkel hier! ["Déu! Quina foscor hi ha ací"]... In des Lebens Frühlingstagen ["En la primavera de la vida"]). Defalleix i s'adorm. Rocco i Leonore penetren per a cavar la seua tomba i el troben adormit. Mentre caven, Rocco demana a Leonore que s'afanye (Wie kalt ist es in diesem unterirdischen Gewölbe! ["Quin fred fa en aquesta cambra subterrània"] ... Nur hurtig fort, nur frisch gegraben). Florestan es desperta, i Leonore el reconeix. Ell demana que li siga portat un missatge a la seua muller, Leonore Florestan, però Rocco diu que és impossible. Florestan suplica quelcom per beure, i Rocco diu a Leonore que li'n done. Florestan no reconeix Leonore, i li diu que serà recompensada al cel (Euch werde Lohn in bessern Welten). Ella suplica a Rocco que li permeta donar a Florestan un tros de pa, i aquest hi accepta. Florestan menja.
Apareix Pizarro i pregunta si tot està enllestit. Rocco assenteix i demana a Leonore que se'n vaja, però ella s'amaga. Pizarro revela la seua identitat a Florestan, qui l'acusa d'assassí (Er sterbe! Doch er soll erst wissen ["Matem-lo! Però primer ha de saber"]). Quan Pizarro brandeix un punyal, Leonore s'interposa entre ell i Florestan i declara que abans de matar Florestan, Pizarro haurà de matar la seua muller. Pizarro assaboreix l'oportunitat de matar-los als dos, però Leonore treu una pistola.

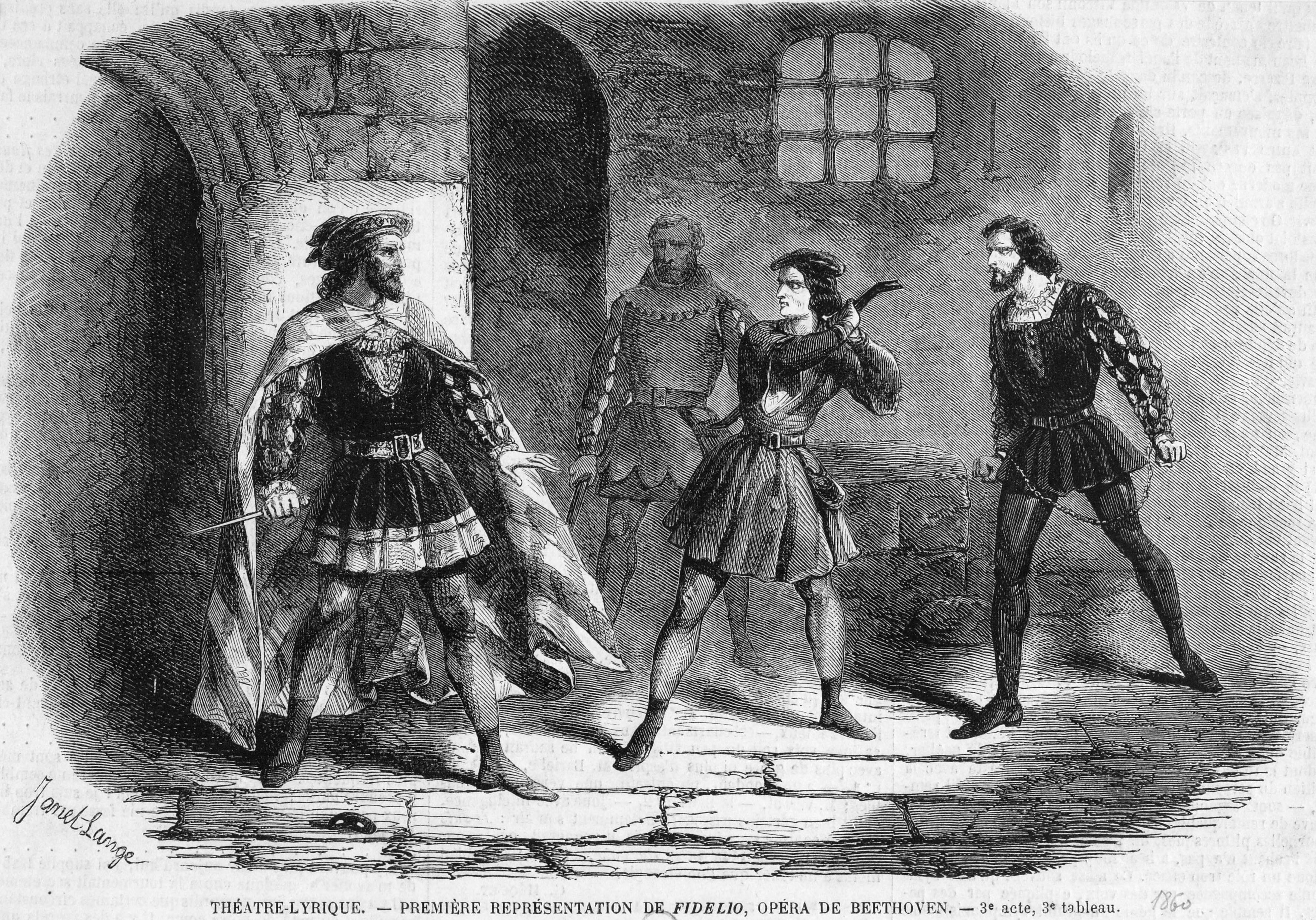
Part final de Fidelio representada al Théâtre Lyrique el 1860

Tot just en aquest moment sona la trompeta que anuncia l'arribada del ministre. Arriba Jaquino seguit per un grup de soldats, per a anunciar que el ministre està esperant a la porta. Rocco demana als soldats que escorten el governador Pizarro escales amunt. Florestan i Leonore canten la seua victòria mentre que Pizarro declara que se'n venjarà i Rocco expressa la seua por pel que pot passar (Es schlägt der Rache Stunde). Plegats, Florestan i Leonore canten un duet d'amor (O namenlose Freude!).
Ací s'executa de vegades l'Obertura Leonore núm. 3.
Els presoners i la gent del poble canten que ha arribat el dia i l'hora de la justícia (Heil sei dem Tag!). El ministre, Don Fernando, anuncia que la tirania ha arribat a la seua fi. Entra Rocco amb Leonore i Florestan, i demana a Don Fernando que els ajude (Wohlan, so helfet! Helft den Armen!). Rocco explica com Leonore disfressada com Fidelio ha salvat el seu marit. Marzelline està estupefacta. Rocco descriu la maquinació de Pizarro i aquest és empresonat. Florestan és alliberat de les seues cadenes per Leonore, i la gentada lloa Leonore, la lleial salvadora del seu marit (Wer ein holdes Weib errungen).

## Instrumentació
L'orquestra està formada per 1 flautí, 2 flautes, 2 oboès, 2 clarinets, 2 fagots, contrafagot, 4 trompes, 2 trompetes, 2 trombons, timbals i cordes. També hi ha una trompeta fora de l'escenari.